# Космос-262
Ко́смос-262 («ДС-У2-ГФ» № 1) — первый из серии советский научно-исследовательский спутник серии космических аппаратов «Космос» типа «ДС-У2-ГФ», запущенный для исследования коротковолнового излучения Солнца, звёзд, туманностей и верхних слоёв атмосферы Земли в рентгеновской и ультрафиолетовой областях спектра.

## История создания
В декабре 1959 года создается Межведомственный научно-технический совет по космическим исследованиям при Академии Наук СССР во главе с академиком М. В. Келдышем, на который возлагается разработка тематических планов по созданию космических аппаратов, выдача основных тематических заданий, научно-техническая координация работ по исследованию и освоению верхних слоев атмосферы и космического пространства, подготовка вопросов организации международного сотрудничества в космических исследованиях.
Членом Президиума Межведомственного научно-технического совета по космическим исследованиям утверждается М. К. Янгель. В области прикладных задач проведения подобных работ было поручено НИИ-4 Министерства обороны СССР.
В 1962 году в программу второй очереди пусков ракеты-носителя «63С1», были включены космические аппараты «ДС-А1», «ДС-П1», «ДС-МТ» и «ДС-МГ».
После проведения поисковых проектных работ по разработки новой модификации исследовательских спутников стало очевидно, что в связи с многообразием исследовательских задач и различиями между требованиями к новой серии, разработать аппарат одного типа было практически невозможно.
Малые космические спутниковые платформы стали инструментальной базой для организации международного сотрудничества в области исследования космического пространства по программе «Интеркосмос».

## Особенности конструкции
Научный аппаратный комплекс космического аппарата «Космос-262» включал в себя:
- «ФПК-3» — фильтровый прибор коротковолнового спектра;
- «РСР-06» — рентгеновский спектрометр;
- «ЗФК-06» — звёздный фотометр коротковолновой области;
- «РИГ-113» — аппаратура регистрации потока излучений;
- «ИЭ-2» — аппаратура оценки коэффициентов отражения зеркал;
- «СГК-58» — магнитометр;
- датчики углов наведения научной аппаратуры на Солнце.

Также данный космический аппарат был оснащен газореактивной системой закрутки.

## Программа полёта КА «Космос-261»

### Запуск
Космический аппарат «Космос-262» был запущен 26 декабря 1968 года ракета-носителем «Космос 11К63» со стартовой площадки № 86/4 космодрома Капустин Яр.

### Цель полёта
Спутниковая платформа космических аппаратов типа «ДС-У2-ГФ» была предназначена для проведения следующих научных экспериментов:
- исследование коротковолновой радиации Солнца и верхних слоёв атмосферы в нескольких спектральных участках в области 1 — 1500 нм;[7]
- исследование спектра излучений Солнца в области 30 — 300 нм;
- исследование коротковолновой радиации звёзд в нескольких спектральных участках в области 40 — 1500 нм;
- регистрация потока излучения искусственных поясов радиации, контроль радиоактивной зараженности верхних слоёв атмосферы, а также уровня радиоактивности внешней поверхности корпуса космического аппарата;
- исследование влияния различных факторов космической среды (метеориты, космическая пыль, потоки заряженных частиц) на коэффициент зеркального и диффузного отражений зеркал астрономических приборов.

Заказчиком и постановщиком данного научного эксперимента были следующие научные организации:
- Государственный оптический институт имени С. И. Вавилова (ныне — ГОИ)[1];
- Крымская астрофизическая обсерватория АН СССР (ныне — КрАО).